# Termochimie
Termochimia este un domeniu al chimiei fizice care se ocupă cu studiul căldurilor de reacție și transformărilor de stare.

## Concepte
Noțiunile pe care le utilizează termochimia, precum și legile acesteia au la bază principiul întâi al termodinamicii: ΔE = Q + L. Dacă ΔE < 0 → Efinal < Einițial → sistemul cedează energie în mediul exterior. În schimb, dacă ΔE > 0 → Efinal > Einițial → sistemul primește energie din mediul exterior, cu observația că starea inițială se referă la reactanți, iar starea finală la produșii de reacție.
Căldura (Q) este fie absorbită, fie degajată în cursul celor mai multe reacții chimice, cum ar fi oxidarea metabolică a „zahărului” la dioxid de carbon și apă care produce căldură, care menține corpul cald.
O bucată de gheață se topește când este ținută în mână, deoarece absoarbe căldură.

## Entalpia de reacție
Cea mai mare parte a transformărilor de stare și reacțiilor chimice, inclusiv ale sistemelor vii au loc la presiune constantă.
Când este vorba despre căldura cedată sau absorbită la presiune constantă chimiștii folosesc mărimea numită entalpie, notată cu H. Entalpia de reacție reprezintă variația de căldură a reacțiilor chimice, la presiune constantă. Entalpia unui sistem nu se poate măsura, dar se poate evalua și calcula variația de entalpie, ΔH (variația de entalpie a unui sistem este egală cu căldura primită sau cedată de un sistem la presiune constantă): ΔH = Qp și ΔH = Hfinal − Hinițial = Hproduși − H reactanți.
Într-o reacție chimică, variația de entalpie este egală cu diferența dintre suma entalpiilor produșilor de reacție și suma entalpiilor reactanților: ΔH = Σneproduși Hproduși − Σnereactanți Hreactanți.
Variația de entalpie a reacției de sinteză a unui mol de substanță compusă din elementele componente reprezintă entalpia molară de formare a substanței respective (se exprimă în KJ/mol). Măsurată în condiții standard, entalpia molară de formare se numește entalpie molară de formare standard și se notează cu H0f sau ΔH0.
Cu cât ΔH0f a unei substanțe este mai mică (negativă), cu atât substanța este mai stabilă.